# Instanz (Computerspiel)
Eine Instanz ist eine temporäre Kopie eines Dungeons für eine einzelne Spielergruppe oder eine bestimmte Spieleranzahl in einem Massively Multiplayer Online Role-Playing Game (MMORPG).
Einerseits wird durch die Verwendung von Instanzen die Datenmenge, die an den einzelnen Client übertragen wird, minimiert. Verschiedene Instanzen eines Dungeons können sogar dynamisch auf verschiedene Server verteilt werden. Andererseits wird sichergestellt, dass genügend Beute (Loot) für alle beteiligten Spieler zur Verfügung steht.
Eine weitere Form der Instanziierung in MMORPGs stellen Gebiete dar, die von einer festgelegten Anzahl von Spielern betreten werden können. Wird diese festgelegte Zahl erreicht, eröffnet der Server eine weitere Instanz, in die zusätzliche Spieler eintreten können. Diese Form der Instanziierung wird auch Layer genannt.
Ein bekanntes Beispiel für Instanzen als abgeschlossene Gebiete für Gruppen sind Raid-Instanzen in World of Warcraft. Ein Beispiel für instanziierte Gebiete, die von einer bestimmten Anzahl Spieler betreten werden können, stellen die Distrikte der Städte im Spiel Guild Wars dar.
Instanzen haben oft so genannte Lockout-Timer. Diese werden in der Regel beim Betreten der Instanz oder beim Besiegen eines Bosses der Instanz ausgelöst und verhindern für eine gewisse Zeit, dass die beteiligten Spieler diese Zone erneut betreten können.